# Квелацминда (монастырь в Вачнадзиани)
Квелацминда (груз. ყველაწმინდა) — православный монастырь в Гурджаанском районе Грузии, в восьми километрах от села Вачнадзиани (ранее — Шрома). 
В VI — VII веке в монастыре находилась трёхнефная базилика, западная часть которой была повреждена оползнем. Фрагменты постройки можно видеть ещё сейчас. Позже, в конце VIII — начале IX века была построена купольная церковь Квелацминда (Всех Святых). Церковь построена из камня и кирпича.
Квелацминда относится к переходному периоду грузинского зодчества (VIII — первая пололовина X), это один из самых значительных и высокохудожественных памятников.
Монастырь имел высокую ограду с воротами на западной стороне.